# Gele duinrietboorder
De gele duinrietboorder (Photedes fluxa) is een vlinder uit de familie uilen (Noctuidae). De wetenschappelijke naam is voor het eerst geldig gepubliceerd in 1809 door Hübner.
De soort komt voor in Europa.